# Elatostema peperomioides
Elatostema peperomioides är en nässelväxtart som beskrevs av H. Winkl.. Elatostema peperomioides ingår i släktet Elatostema och familjen nässelväxter. Inga underarter finns listade i Catalogue of Life.